# Cartan (cráter)
Cartan es un pequeño cráter de impacto situado cerca del borde oriental de la Luna, justo al oeste del cráter Apollonius, de mayor tamaño. El borde es circular, con un pequeño cráter superpuesto en su lado oriental. El suelo interior tiene aproximadamente la mitad del diámetro del cráter. Un cráter más pequeño unido a la ribera sur también se conecta al borde norte de Apollonius H, formando una cadena de cráteres corta.
|  |

Cartan fue designado Apollonius D antes de ser renombrado por la UAI.